# Smederovo fästning
Smederevos fästning (serbiska Smederevska tvrđava (latin) eller Cмeдepeвcκa твpђaвa (kyrilliska), i Smederevo, Serbien, var en medeltida befäst stad och en tillfällig huvudstad i Serbien. Den uppfördes av Despoten Đurađ Branković under första delen av 1400-talet, under det Serbiska Despotatets tid. Senare samma århundrade utökades befästningarna av Osmanska riket.
Fästningen stod emot flera belägringar av turkar och serber, under vilka den klarade sig relativt oskadad. Det var inte förrän Andra världskriget som den blev svårt skadad, av explosioner och bombningar. Från och med 2009 har anläggningen genomgått en omfattande renovering och restaurering, ändå utgör fästningen fortfarande "en av de ovanligt välbevarade gårdar som tillhörde medeltidens serbiska ledare."
Smederevos fästning fick status  som "Kulturellt minnesmärke av exceptionell betydelse" 1979, och är idag skyddat av staten.

## Platsen
Smederevos fästning, 45 km sydost om Belgrad, täcker 11,3 hektar i centrum av den moderna staden Smederevo. Den är strategiskt placerad på Donaus högra sida på den triangelformade slätt som formats av sammanflödet av floderna Donau och Jezava, endast 72 meter över havet. Denna plats gjorde det möjligt att låta Serbiens huvudstad ligga kvar nära gränsen till det  kristna Kungariket Ungern, vilket även tillfredsställde Sultan Murad II av det Osmanska riket genom att hindra okontrollerade passagen från Ungern in i Moravadalen.
Fästningens position mellan Balkan och Centraleuropa har gjort den till ett viktigt religiöst och kommersiellt centrum under århundraden, och ligger än idag på den Paneuropeiska transportkorridoren nr 10. Donau ansluter även till många andra historiska platser, däribland Belgrad och dess förorter Vinča, Novi Sad, Golubacs fästning, Lepenski Vir och Viminacium.

## Historia
Under turbulensen som uppstod vid Osmanska rikets erövring av Balkan i början av 1400-talet, förlorade regionens kristna ledare flera slag, såsom Slaget vid Kosovo Polje och belägringen av Veliko Tarnovo. Despoten Stefan Lazarević var tvungen att upprätthålla det Serbiska Despotatet i en svår balansgång mellan osmanerna och ungrarna. Omkring 1403, accepterade han att stå under ungersk vasall till kung Sigismund av Ungern och grundade den nya huvudstaden Belgrad som genom Cession förlänades till honom. Efter Stefans död 1426, var Đurađ Branković, Stefans nevö och efterträdare, tvungen att återlämna Belgrad till Ungern. För att kompensera sig för denna fölust, beslutade Đurađ att bygga upp en ny huvudstad, och valet föll på Smederevo.
Smederevo, som inte hade någon tidigare bosättning, valdes av flera skäl. 1428, under Osmanska rikets krig med Venedig, gick ungrarna och osmanerna med på att erkänna Branković som självständig ledare över Serbien, som därigenom förvandlades till en buffertstat. Ett avtal gav Osmanska rikets överherravälde över Serbien, samtidigt som man förblev ungersk vasallstat. I valet mellan den längre statusen med Ungern och religiösa olikheterna med osmanerna (Ungern och Serbien var kristna, till skillnad från det muslimska Osmanska riket), föredrog Branković att lägga huvudstaden närmare Ungern än Osmanska riket. Smederevos läge vid Donau, mellan Belgrad och Golubac, gjorde det lätt att nå andra platser längs floden. Platsen gav också möjlighet att kontrollera trafiken på Donau och att blockera ungersk tillgång till Moravadalen, vilket gjorde osmanerna nöjda.
Hösten 1428 påbörjades byggandet av huvudstaden. 1430, stod första delen av fästningen klar, inklusive ett palats och tillräckligt med byggnader för att bilda en liten stad. Arbetet på en befäst förstad och ytterligare befästningar i staden fortsatte fram till 1439.
20 april 1434 gifte sig Đurađ Brankovićs yngsta dotter Katarina och Ulrich II of Celje i den nya fästningen. Äktenskapet var ett exempel på de goda relationerna Despoten hade med osmanska Höga porten, men Ulrichs släktskap med Ungerns drottning innebar en förstärkt serbo-ungersk allians. Följden blev att vizir Mehmet Saridže-pasha reste till Smederevo i mitten av 1434 med ett meddelande från Edirne. Det slog fast att Serbiens säkerhet från Osmanska riket endast kunde garanteras genom giftermål mellan Brankovićs äldre dotter och sultan Murad II.  Efter mycket övervägande, godkände det sammankallade rådet vid palatset saken och förberedelserna gjordes för Mara Branković giftermål med sultanen. Denna höst sände Murad flera av sina "mest berömda vizirer" för att hämta sin fästmö.
14 augusti 1435 skrevs ett formellt kontrakt under i Smederovos tronsal gällande "broderskap och vänskap" mellan Serbien och Republiken Venedig . Detta avtal resulterade i att Đurađ och hans söner kom att räknas som medborgare i Venedig.
Tidigt i juni 1439 bröts freden med osmanerna, som man uppnåtts genom Maras giftermål med sultanen. Ledd av Murad II, ockuperade 130 000 soldater kullarna runt Smederovo. Branković ilade till Ungern för hjälp och lämnade ledningen till sin son Grgur. Hjälpen kom inte, men Smederevo stod emot attacken, även när Murad tog dit kanoner.
Efter tre månader, 18 augusti 1439, tvingades serberna att ge upp på grund av svält. Prins Grgur och Stefan sändes till Anatolien och blindhet, trots deras systers, nu sultana Maras, vädjanden. Fem år senare, kunde dock Stefan och Grgur återvända till Smederovo genom Freden i Szeged.
I början av 1449 tillfångatog Branković den ungerska regenten John Hunyadi och höll honom i fästningens fängelsehålor, men han blev fri mot lösen betald av några av sina landsmän.
År 1453 ledde sultan Mehmed II och Isak-bey Arbanazović ännu en attack mot Smederevo som en del i en räd mot Serbien. Osmanerna tog 50 000 män, kvinnor och barn under räden, men Smederovo försvarades väl av Thomas Kantakouzenos. Trots att han hade endast 6 000 män, jämfört med osmanernas 20 000 stod staden emot attacken. Smederovo belägrades av Mehmed erövraren för andra gången och av osmanerna en tredje gång 1456, vilken åter slutade med serbisk seger.
1459 intog osmanerna Smederevo, vilket ledde till slutet för det Serbiska Despotatet.
Under Andra världskriget, använde tyska armén fästningen som ammunitionslager. Den 5 juni 1941 exploderade ammunitionen, som slog ut hela Smederovo och nådde bosättningar 10 km bort. Stora delar av fästningens södra mur förstördes, den närliggande järnvägsstationen, packad med folk, slogs i ruiner, och större delen av stadens byggnader förvandlades till skräp. Omkring 2 500 människor dog i explosionen och samtliga överlevande (omkring 5 500) skadades. De allierades bombningar 1944 orsakade ytterligare förödelse.

### Nuvarande och framtida användning
Fästningen används för närvarande som stadspark och hyser olika festivaler, konserter, marknader och andra kulturarrangemang. En scen har byggts i den lilla staden. 
I sydost, som tidigare var en öppen yta, ligger nu en gästhamn. Det pågår även diskussioner att fastställa andra framtida användningsområden och utvecklingsprojekt för att restaurera och återställa fästningen.

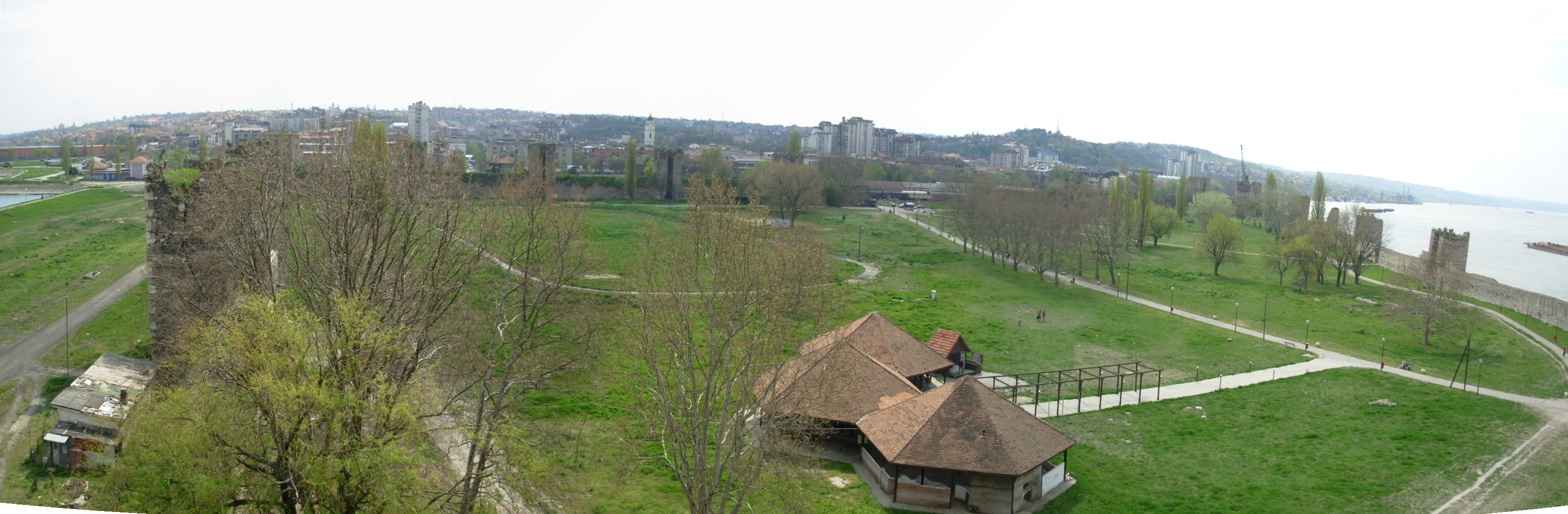
Panoramavy över den befästa förstaden

## Kulturell och historisk betydelse
Smederevos fästning har beskrivits som "en av de mest slående och monumentala verken av arkitektur som överlevt från medeltida Serbien", och "vittnesbörden för serbisk kreativ styrka". Den ger en rättvisande bild av traditionell medeltida försvarsarkitektur och har bevarats väl, utan större ingrepp fram till Andra världskriget. Fästningen och det omgivande området belägger tillsammans kulturerna som de utvecklats under historiens gång, i huvudsak från 1400-talet till 1900-talet, och ger en direkt vittnesbörd för medeltida Serbiens historiska utveckling och den serbisk-ortodoxa kyrkan.

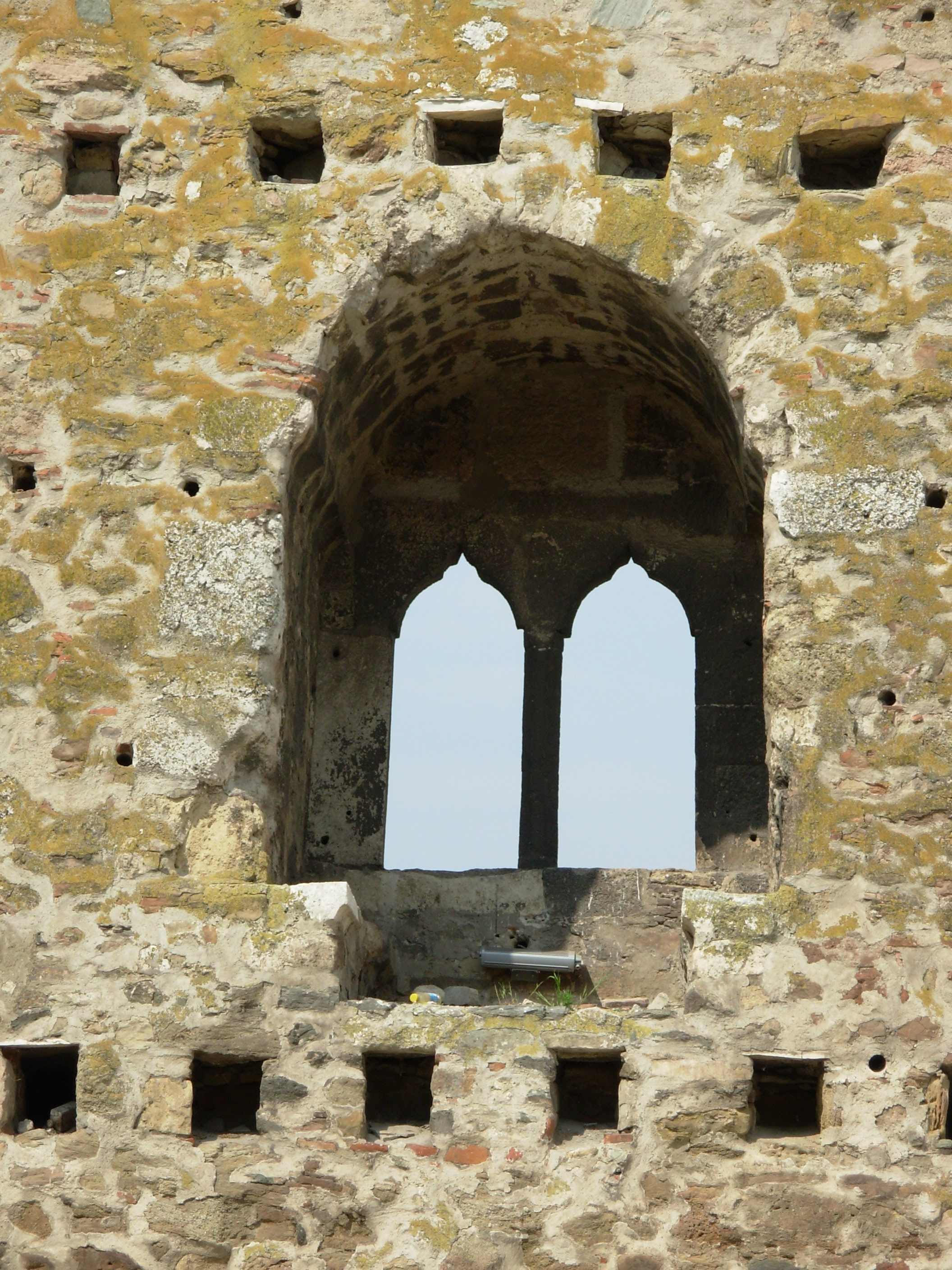
Ett av fästningens dubbelbågade fönster.

Fästningen byggdes av Đurađ Branković som Serbiens nya huvudstad. Under uppförandet sågs Brankovićs fru Jerina tala med de utländska besökarna — hennes bror George Kantakouzenos och hans män — som resulterade i att hon allmänt var involverad i projektet. Bland folket förbands borgen med krav på tvångsarbete under lång tid och höga skatter, vilket gav henne smeknamnet Jerina Prokleta (Fördömda Jerina).
Den stora ansträngningarna gav även upphov en mängd överdrifter och berättelser, som den serbiska episka dikten "Starina Novak i knez Bogosav" ("Gamla Novak och prins Bogosav"), där det hävdas att många människor flydde till skogarna och blev hajduker för att komma undan skatter och ytterligare arbete. Även om det fanns hajduker i området, är det oklart om det hela verkligen hade med fästningens byggande att göra.
När den första delen stod klar, blev Smederovos fästning snabbt en viktig knutpunkt mellan Balkan och Centraleuropa. Kort efter den stod klar, nådde staden sin topp i betydelse som ett religiöst och kommersiellt centrum, och var då i huvudsak befolkat av serber och utländska köpmän, i huvudsak från Dubrovnik. Omkring samma tid, togs relikerna av sankt Lukas till kyrkan i Smederovo, som därmed blev stadens skyddshelgon.
Arkitektoniskt sett, är den lilla staden känd för sin tronsal, som har tydliga drag av medeltida serbisk stil. Högt i stenmuren på Donausidan, finns fyra grupper med dubbelbågade fönster huggna i kombination med gotisk och romansk stil. Det var här ett handelsavtal mellan Republiken Venedig och Serbiska Despotatet undertecknades.

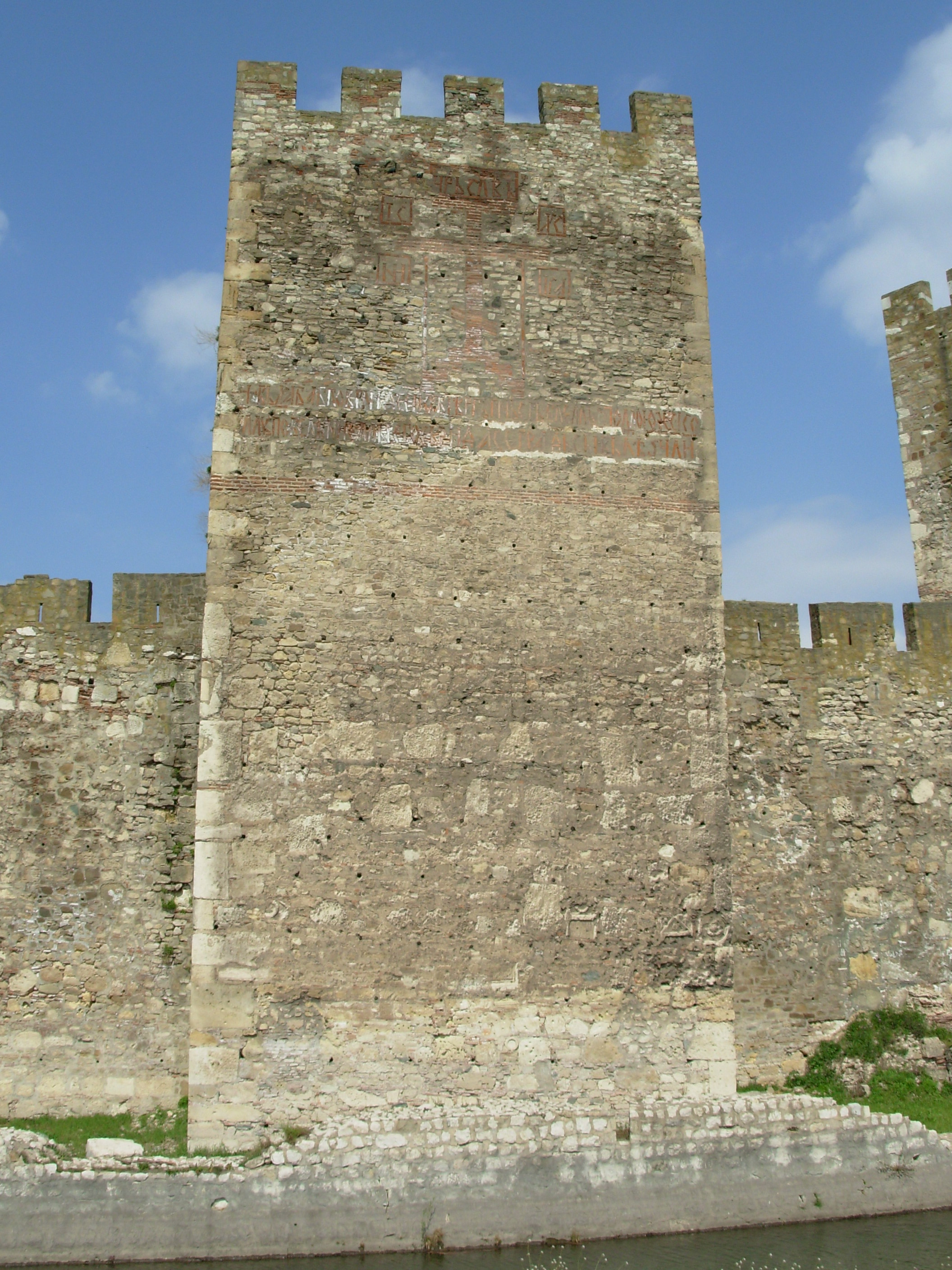
Despotens inskriptionstorn

Det finns även ett torn i den lilla staden med en stor tegelinskription med Đurađ Brankovićs namn och datumet för stadens grundande. Den lyder „V Hrista Boga blagoverni despot Gurg, gospodin Srblju i Pomorju zetskomu; zapovešću njegovom sazida se ovaj grad v leto 6938“ ("I Herren Kristus despoten Gurg, Serbernas mästare och Littoral av Zeta. På hans befallning byggdes denna stad mot sommaren 6938").  6938 i den Bysantinska kalendern motsvarar år 1430.
Över inskriptionen finns ett instängt kors, som ger tornet dess namn "krstata kula" och "krstača". Denna typ av inskription är ovanlig, och finns endst i tidigare bysantinska områden. Det finns endast ett exempel i forna Jugoslavien. 
I den befästa förstaden finns ytterst få spår av två större byggnader. En är ett sakralt komplex, Blagoveštenjska crkva (Bebådelsekyrkan), där helgonrelikerna förvarades. Byggnaden påbörjades på 1400-talet och byggdes sedan ut under flera historiska faser. Den andra byggnaden är ett hamam från 1600-talet
Under många år var Smederovos fästning sista fästet mot Osmanska rikets överfall. Under attacken 1439, blev staden första platsen i Serbien som fick stå utstå kanoneld. När staden föll 1459, blev den centrum för en sanjak. Senare, var Smederovo en provins i Habsburgska monarkin, och mellan åren 1805 och 1807 var den åter ett center i den förnyade serbiska staten.

## Arkitektur
| A. Befästa förstaden | B. Lilla staden / Befästa herresätet |

| 1. Huvudporten 2. Stadsport II 3. Stadsport I 4. Skeppsporten 5. Jezavaporten 6. Flaggtornet 7. Osmanska inskriptionstornet 8. Vattentornet 9. Yttre vattendiket 10. Inre vattendiket | 11. Bro 12. Lilla stadsporten 13. Rektangulära tornet 14. Donjontornet (Donžon kula) 15. Jerinas torn 16. Despotens inskriptionstorn (krstata kula) 17. Tronsalen 18. Palatset 19. Badhusruiner 20. Kyrkoruiner |

Plan över Smederevo fästning (Pale grey - Collapsed; Blue-grey - Dried out)
----
A. Befästa förstaden
B. Lilla staden / Befästa herresätet
----
1. Huvudporten
2. Stadsport II
3. Stadsport I
4. Skeppsporten
5. Jezavaporten
6. Flaggtornet
7. Osmanska inskriptionstornet
8. Vattentornet
9. Yttre vattendiket
10. Inre vattendiket
11. Bro
12. Lilla stadsporten
13. Rektangulära tornet
14. Donjontornet (Donžon kula)
15. Jerinas torn
16. Despotens inskriptionstorn (krstata kula)
17. Tronsalen
18. Palatset
19. Badhusruiner
20. Kyrkoruiner

Smederevos fästning är ett monumentalt komplex byggt enligt bysantinska traditioner och modell efter Konstantinopels fästning. Även om dess grundstenar inte var avsedda att dränkas, klassas det som en vattenfästning då det är helt omgivet av vatten. Efter att fästningen stod klar minskade dess militära betydelse och få strukturella ändringar gjordes. Som en följd av detta har den ursprungliga arkitektoniska stilen har bevarats.
Fästningen är omgiven av 1 500 meter krenelerade, och över 2 meter tjocka murar. Muren har 25 torn som var cirka 25 meter höga. Två sidor kantades av floderna Donau och Jezava, men Jezava har senare omdirigerats och följer inte längre muren. Den tredje sidan hade därtill två vallgravar som ingick i försvarssystemet, en för det mindre tornet och en för förstaden. Området söder om de yttre murarna lämnades öppet.

### Uppförandet
Det fanns fyra huvudfaser i byggandet av fästningen. Den äldsta delen, ett befäst herresäte för despot Đurađ Branković byggdes vid flodernas sammanflöden, och inleddes hösten 1428.
Under uppsyn av George Kantakouzenos, äldre bror till Despotina Jerina Branković, hämtades timmer, sandsten och stora stenar från tidigare romerska städerna Mons Aureus (dagens Seone, väster om Smederevo), Margum (vid mynningen av Morava), och Viminacium. Våren 1429 påbörjade greker och raguser murarbetena. 1430 stod det eleganta herresätet klart. Detta omfattade ett palats som sträckte sig längs vallgraven, en tronsal mot Donaumuren, ett kärntorn, ett donjontorn (Donžon kula), i hörnet format av muren; en skattkammare i en hög sal och flera andra byggnader som tillsammans utgjorde en mindre stad.

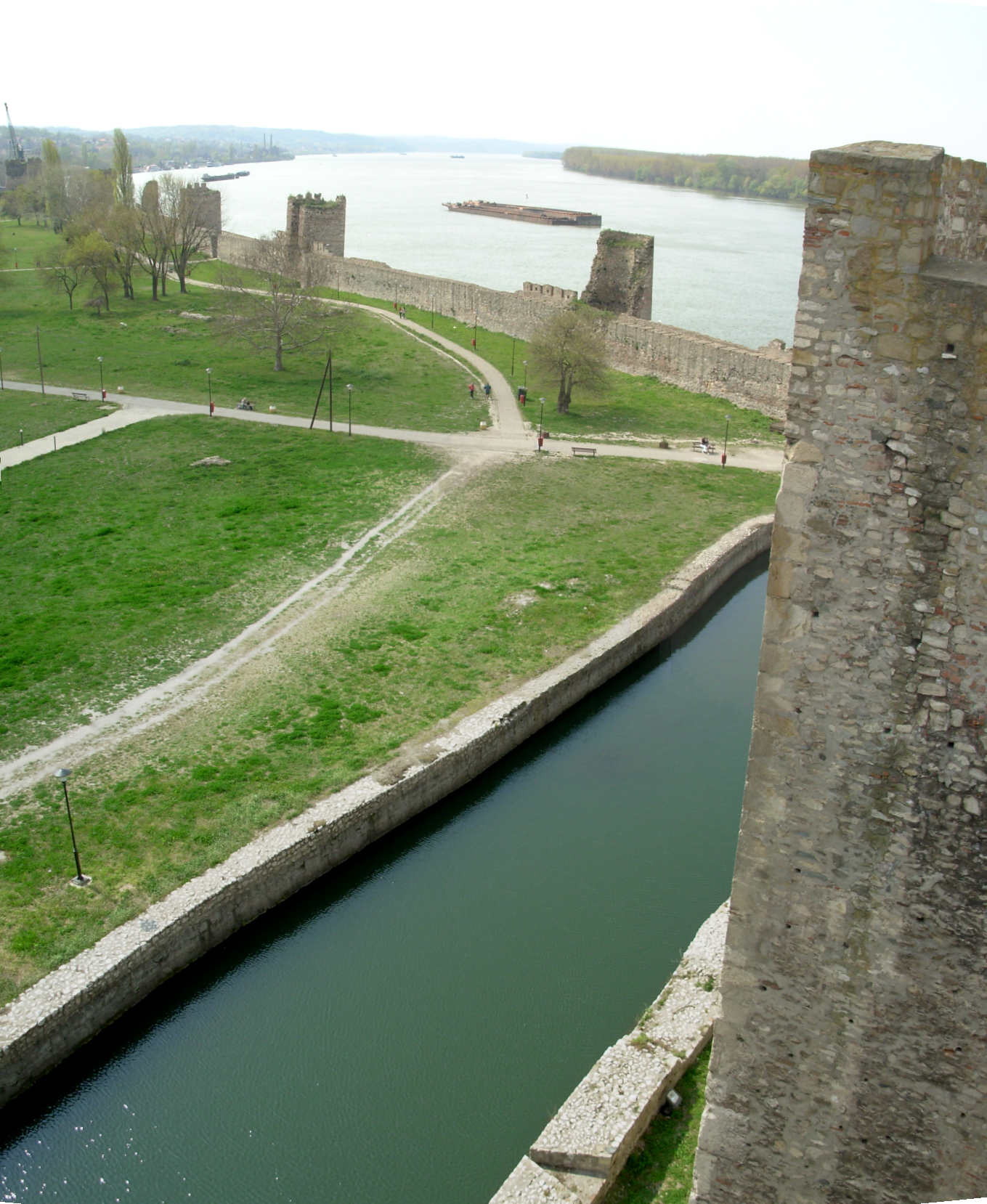
Vy över Donau från ett torn i lilla staden

Tronsalen, där Branković tog emot sina besökare, hade fyra dubbelbågade fönster, prytt i en blandad gotisk och romansk stil. Donžon kula var tänkt att vara den sista försvarslinjen. Den hade 4 meter tjocka murar och hyste noblessen under osmanska rikets attacker. Lönndörrar byggdes i Jezavamuren, vilken tillät passage mot Ungern..
De följande nio åren arbetade man på att utvidga befästningarna för att skapa en större befäst förstad och därigenom slutföra huvudfästningen. I förstaden byggdes ett sakralt komplex i olika faser från 1400-talet och framåt, och ett turkiskt bad, byggdes under Osmanernas tid på 1600-talet. Det fanns en skeppsport i förstadens Donaumur, där sjöfarare kunde komma in i fästningen, Det är oklart om några långtidsboenden byggdes.
Mellan 1460 och 1480, då staden hölls av Osmanska riket, byggdes ett större försvarssystem, som inkluderade eskarper, låga murar, och fler torn.  Under första halvan av 1700-talet, lades befästa diken till.

### Nuvarande kondition
Fästningens skick varierar mycket, från krstata kula som ännu är väl bevarat, till sektioner av murarna som inte har reparerats alls och har rasat på en del håll.

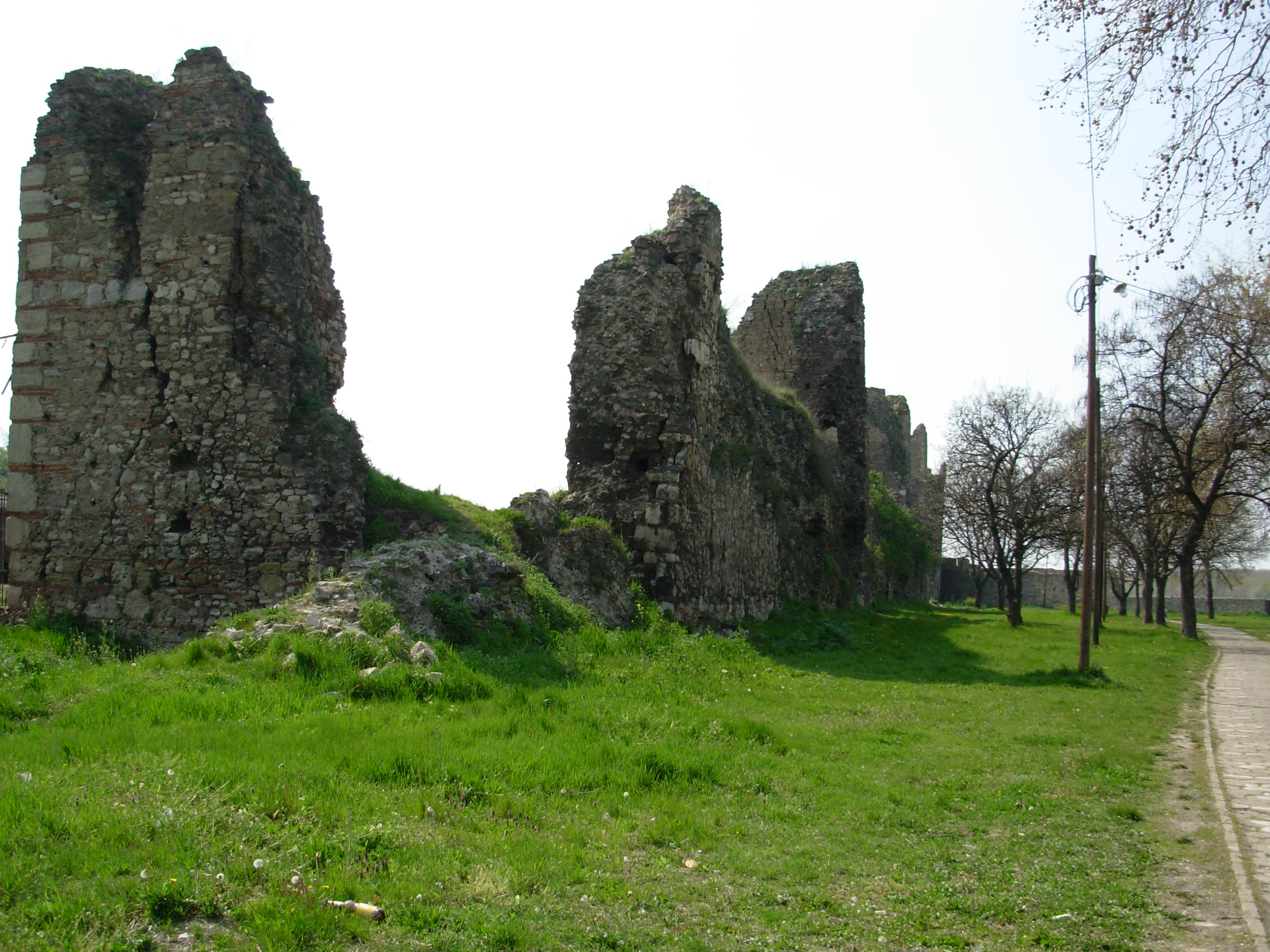
Sydvästra muren av den befästa förstaden

Det första, och den allvarligaste, skadan skedde under andra världskriget. Den 5 juni 1941, exploderade ammunitionen som förvarades i fästningen, och förstörde inte bara en stor del av södra muren, utan även decimerade större delen av Smederevo.  Ytterligare skador orsakades av de allierades bombningar 1944.
En damm vid Järnporten, klar 1972, höjde nedre Donaus vattennivå och orsakade betydande översvämningar. Mellan 1970 och 1980 byggdes ett system för att skydda fästningen och den omgivande staden från framtida högvatten, dock blev det åter större översvämningar 2006, ett resultat av hög nederbörd och smältande snö.
Fästningen har stått i fokus för renovering och restaureringsarbeten, följda av arkeologisk och arkitektonisk forskning, sedan åtminstone 1970. Större delen av de hittills gjorda arbetena, genomfördes åren 1970–1995 medan vissa delar åtminstone blev delvis reparerade, genomgick andra bara lättare restaurationer och är ännu i dåligt skick.
I den lilla staden är palatsgrunden den enda del som finns kvar, och tronsalen syns bara som en linje där dess väggar fanns. Det som återstår har delvis restaurerats och är idag stall, men diskussioner pågår om växtligheten och permanent underhåll. De omgivande tornen behöver också bearbetas, då flertalet har rasat. Tornens restaurering följdes 1994–1995 med en arkeologisk undersökning.

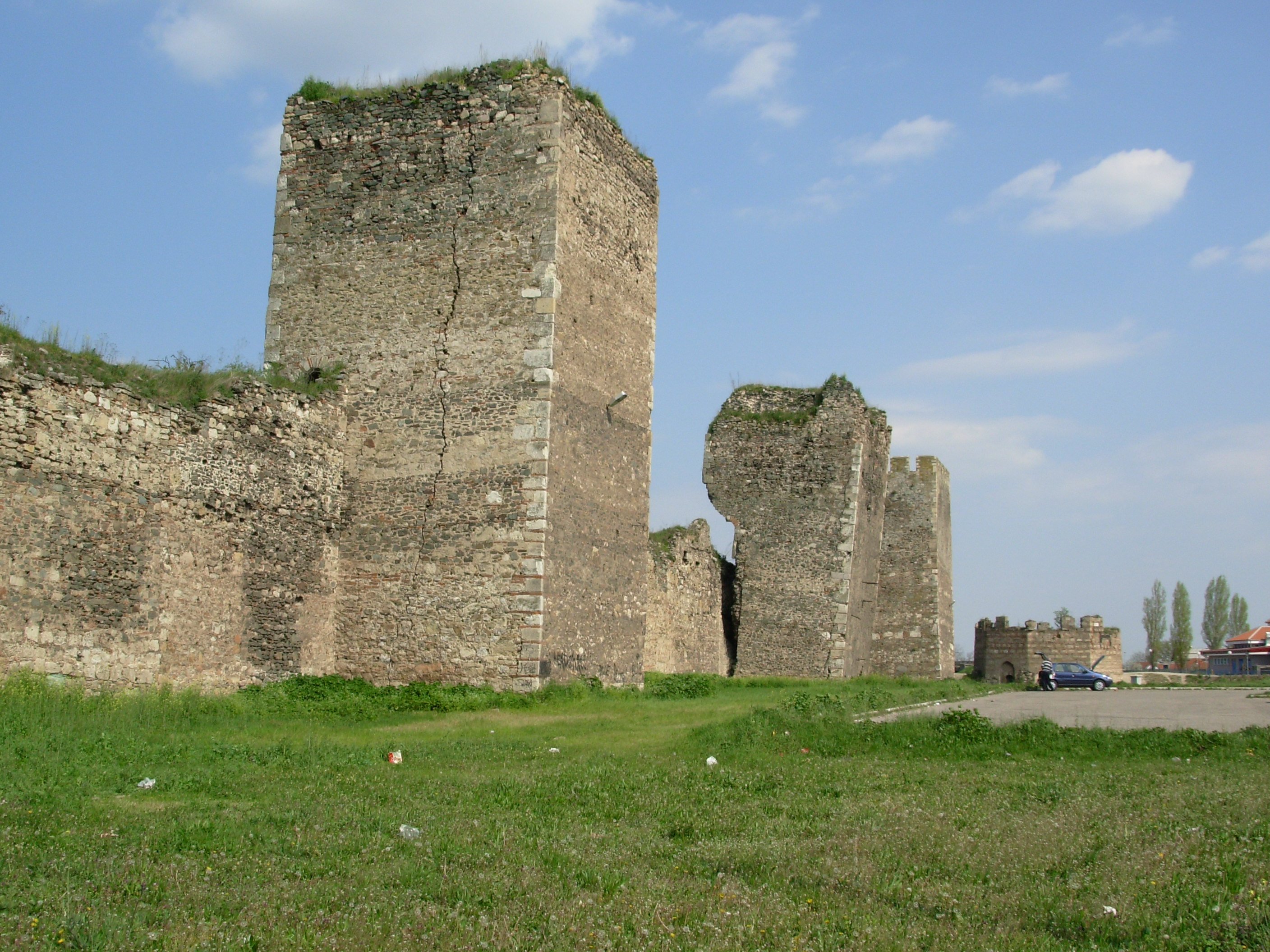
Sydöstra muren av den befästa förstaden

Den befästa förstaden är fortfarande i mycket dåligt skick. Delar av muren saknas och flera torn lutar eller har delvis rasat. Hörntornet bakom osmanska inskriptionstornet, och murens sträckning längs Donau har man försökt bevara, och södra muren, som renoverats flera gånger som en del i en vall, är stabil, men konserveringsarbetena är av låg kvalitet. Mycket av tiden har istället lagts på arkeologiska utgrävningar och forskning, särskilt ruinerna av det sakrala komplexet och det turkiska badet.
Eskarpen längs Donau, som delvis rasat flera gånger, har restaurerats och är idag i gott skick. På andra sidor är eskarpen borta eller under marknivån och den allmänna skicket är okänd.
Miljön omkring och är också hotad. De två andra sidorna är omgivna av moderna verksamheter, som en gästhamn på östra sidan, en järnväg i söder och ett antal olika stadsbyggnader.
Syftet med arbetena är full återställning av både Smederovos fästning och dess omedelbara omgivning, inklusive att flytta järnvägen, men kostnadsberäkningar varierar betydligt. Mellan 2003 och 2004, uppskattades kostnaderna för enbart bevarandearbetena, till 10,6 miljoner euro. Den totala återställningskostnaden, inklusive bevarande, restaurering och forskning, uppskattades till så mycket som 22 miljoner euro. 2005, beräknade kostnaderna för enklare bevaringsarbeten och forskning till endast 4 miljoner euro.

### Pågående riskfaktorer
Trots bevarandeförsök, lider fästningen ännu av risk för förstörelse, både naturliga och mänskliga orsaker. Den högre grundvattennivån som dammen vid Järnporten lett till, hotar dess stabilitet och har ökat antalet översvämningar, särskilt innan kusten var konsoliderad. Luftföroreningar och vegetationstillväxt ökar slitaget på fästningen. Intrång, särskilt genom järnvägen, hotar fortsatt karaktären i området runt fästningen. Obegränsade turistbesök, kombinerat med otillräckligt skydd, underhåll och stöd, såväl administrativt som finansiellt, bidrar även till den långsamma försämringen av fästningen.

## Förslag till världsarv
Smederovo fästning blev 15 april 2010 uppsatt på Serbiens lista över förslag till världsarv, den så kallade "tentativa listan".